# Клер Фейгін
Клер Фейгін (англ. Claire Mintzer Fagin, нар. 25 листопада 1926, Нью-Йорк — 16 січня 2024) — американська медсестра, педагогиня, науковиця та консультантка. Здобула ступінь бакалавра в коледжі Вагнера, магістра сестринства Колумбійського університету та доктора наук з Нью-Йоркського університету.
Основний внесок Фагін у психіатричну сестринську допомогу, освіту медсестер та геріатричну допомогу завжди підкреслювався з твердою вірою у силу активістів. В результаті своєї роботи щодо зміни політики відвідування лікарні докторка Фагін вважається однією із засновниць медичної допомоги, яка залучає до лікування сім'ю пацієнта. Вона також стала першою жінкою на посаді президента Ліги плюща  — асоціації восьми найстаріших американських університетів.

## Біографія
Фейгін — донька Мей та Гаррі Мінцера, іммігрантів у Нью-Йорку. Батьки бажали, щоб вона стала лікаркою, як і її тітка, яка працювала дерматологинею у Квінз. Проте вона вибрала навчальний напрямок сестринська справа в коледжі Вагнера і здобула докторський ступінь в Нью-Йоркському університеті. Її докторська дисертація висвітлювала концепцію «приймальної кімнати» для батьків госпіталізованих дітей. Науковиця продовжила свої дослідження в цій галузі, що вплинуло на сприйняття батьківських відвідувань у лікарнях.
Фегін працювала на посаді декана Сестринської школи Пенсильванського університету з 1977 по 1991 рік, після того як вона залишила займатися геріатричними сестринськими дослідженнями на посаді наукового працівника Інституту медицини Національної академії наук.
У 1993 році Фейгін була призначена тимчасовою президентом Пенсильванського університету (з 1 липня 1993 року по 30 червня 1994 року).
Фагін продовжувала зосереджуватися на геріатричному сестринстві після повернення до професійної діяльності в 1994 році й робить це з тих пір. У 2005 році вона закінчила п'ять років на посаді директора програми «Фонд Джона А. Хартфорда: Розбудова академічного геріатричного сестринського потенціалу», яка координується у Вашингтоні, округ Колумбія, в Американській академії медсестер. Фагін — екс-президент Американської ортопедіатричної асоціації.
Отримала 15 почесних докторських ступенів, а також престижну відзнаку Американської асоціації медсестер. 30 листопада 2006 року корпус для навчання сестринської справи в Персильванському університеті було перейменовано на Зал ім. Клер М. Фейгін.
Клер Фейгін є почесною стипендіаткою Королівського коледжу сестринської справи Великої Британії, була введена в Зал слави Американської асоціації медичних сестер і є членом Національної медичної академії, Американської академії медсестер, Асоціації століття та Американської академії мистецтв і наук. На даний час вона є еміриткою в Опікунській раді об'єднання медсестер Нью-Йорка.
Фейгін та її чоловік Самуель Фагін мають двох синів.